# Viettesia tristis
Viettesia tristis là một loài bướm đêm thuộc phân họ Arctiinae, họ Erebidae.